# Comarca de Fisterra
A Comarca de Fisterra é uma comarca galega que inclui os seguintes concelhos: Cee, Corcubiom, Dumbria, Finisterra e Mogia. 
Seus limites são: ao norte com o Oceano Atlântico; ao leste, com a Comarca da Terra de Soneira; ao sul, com a Comarca do Xallas e a oeste, com o Oceano Atlântico.